# Fontenais
Fontenais é uma comuna da Suíça, situada no distrito de Porrentruy, no cantão de Jura. Tem 10,48 km² de área e sua população em 2018 foi estimada em 1.685 habitantes.